# Eucalyptus tenuiramis
Eucalyptus tenuiramis là một loài thực vật có hoa trong Họ Đào kim nương. Loài này được Miq. mô tả khoa học đầu tiên năm 1856.